# Monolepta jeanneli
Monolepta jeanneli es una especie de insecto coleóptero de la familia Chrysomelidae.
Fue descrita científicamente en 1920 por Laboissiere.